# Czołg superciężki
Czołg superciężki – pojazd opancerzony o dużych rozmiarach, znacznie przewyższający swoimi gabarytami i masą inne pojazdy produkowane w danym okresie – zazwyczaj powyżej 75 ton.
Projekty czołgów tego typu rozpoczynano wielokrotnie, w celu stworzenia niezwyciężonego pojazdu pomagającego przebić się przez umocnienia wroga, bez obawy zniszczenia takiego pojazdu w walce. Spośród wielu projektów skonstruowano jednak tylko kilka prototypów, które i tak nie wzięły udziału w walce, lub nie ma jednoznacznych dowodów, które mogłyby potwierdzić ich użycie w boju. Większość projektów czołgów superciężkich została stworzona podczas I oraz II wojny światowej, kilka natomiast podczas okresu zimnej wojny.

## Historia

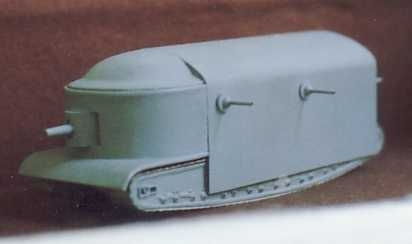
Model brytyjskiego superciężkiego czołgu z okresu I wojny światowej Flying Elephant

Pierwsze czołgi superciężkie projektowano już w czasie I wojny światowej, gdy konstrukcje pancerne dopiero powstawały. Przykładem takiego tworu owego okresu jest Flying Elephant (latający słoń) – brytyjski projekt czołgu o masie ponad 100 ton, którego zadaniem miało być przebicie się przez każdą linię obrony nieprzyjaciela. Niemcy także zaprojektowały superciężki czołg – K Panzerkampfwagen – o masie 120 ton, którego dwa prototypy prawie ukończono pod koniec I wojny światowej. 13-metrowy, uzbrojony w 4 działa 77 mm i 7 karabinów maszynowych 7,92 mm miał siać postrach pośród oddziałów wroga, do produkcji jednak nie wszedł. Podczas II wojny światowej projektowano tego typu czołgi do wykonywania celów specjalnie im przydzielonych. Adolf Hitler był zwolennikiem pojazdów wygrywających wojny i aprobował rozwój takich konstrukcji jak 188-tonowy Maus, dużo większy od niego, 1000-tonowy projekt Landkreuzer P. 1000 Ratte, czy 1500-tonowe działo samobieżne Landkreuzer P. 1500 Monster. Podczas II wojny światowej konstrukcje czołgów superciężkich powstawały także w innych krajach. Tam jednak były to pojazdy o wiele bardziej przydatne w boju, a często wręcz tworzone do konkretnych celów bojowych. Takim czołgiem był m.in. amerykański T28 Super Heavy Tank, którego celem miało być rozbicie obrony na niemieckiej Linii Zygfryda. Ten 95-tonowy czołg wyposażony był w ciężki, dochodzący w niektórych punktach do 305 mm pancerz (mający oprzeć się działom wykorzystywanym przez ciężkie czołgi nazistowskich Niemiec), oraz haubicoarmatę 105 mm. Stworzono 2 sztuki tego pojazdu, jednak żadna nie została użyta bojowo.
Przed 1945 rokiem inne kraje zaprojektowały jeszcze kilka modeli czołgów superciężkich, jednak żaden z nich nie ujrzał światła dziennego w postaci nawet prototypu. Po wojnie natomiast budowa czołgów superciężkich ostatecznie straciła swój sens, gdyż nowa technika budowy czołgów (czołg podstawowy) sprawiła, iż tego typu konstrukcje mogły być co najwyżej postrachem na papierze. Obecnie kilka takich konstrukcji znajduje się w muzeach ukazujących pojazdy pancerne II wojny światowej.

## Przykłady czołgów superciężkich
Stany Zjednoczone

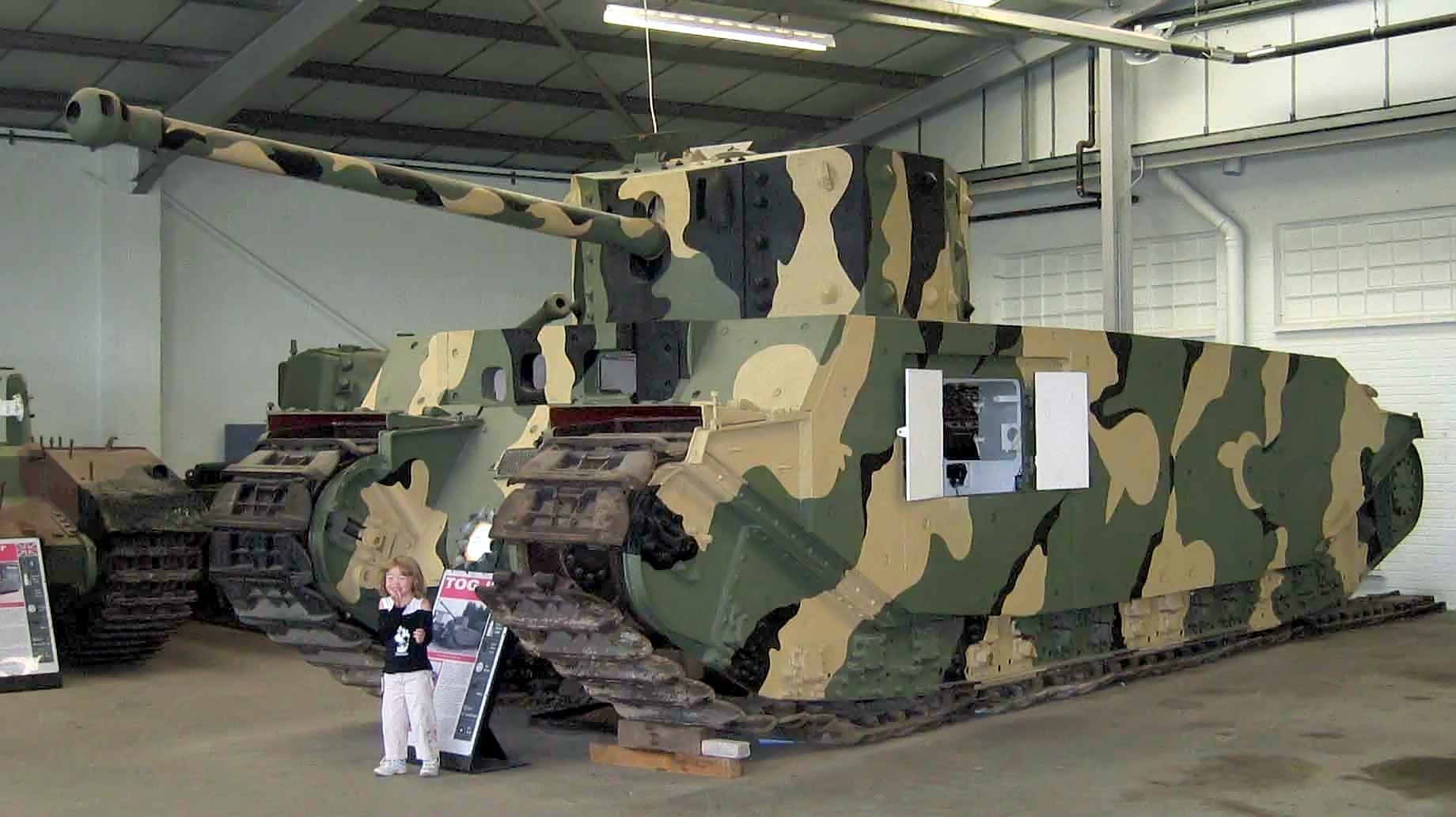
Brytyjski TOG 2

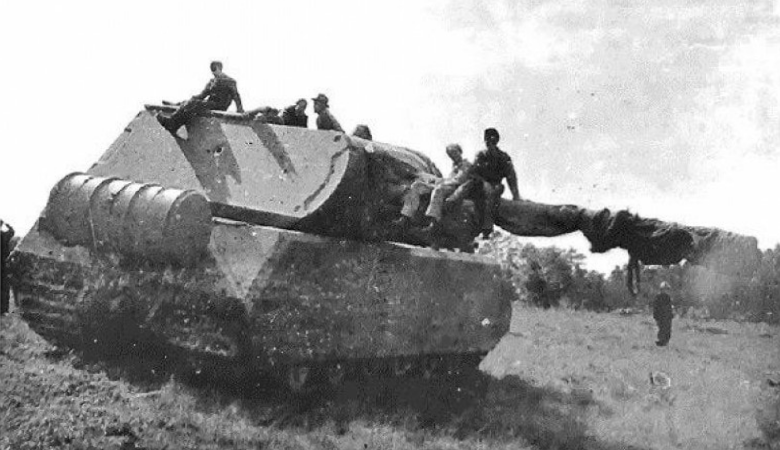
Niemiecki Maus

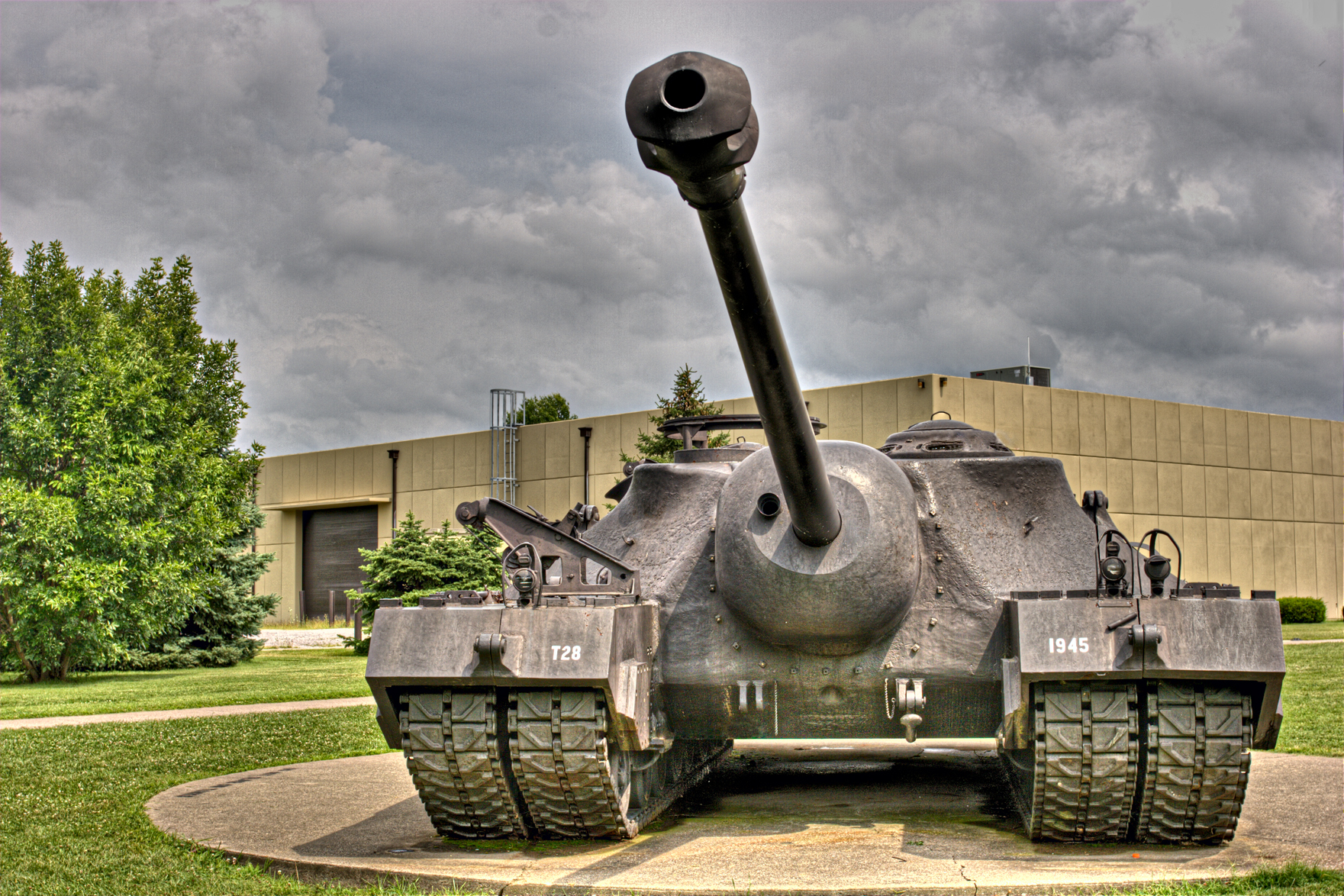
Amerykański T28 Super Heavy Tank

- T28 Super Heavy Tank – 86-tonowy niszczyciel czołgów, wyprodukowano 2 sztuki[1];

Wielka Brytania
- TOG 1 – 64,5 tony, 1 prototyp[2],
- TOG 2 – 80 ton, 1 prototyp[2],
- Tortoise – 78-tonowy niszczyciel czołgów, wyprodukowano i przetestowano 6 sztuk[2],
- Flying Elephant – projekt 100-tonowego czołgu z okresu I wojny światowej, nie wyprodukowano żadnego egzemplarza[2];

Francja
- Char 2C – 69 ton, wyprodukowano 10 sztuk w latach 20. XX wieku[3],
- FCM F1 – 139 ton, powstał tylko projekt[2];
- ARL Tracteur C – 145 tonowy czołg, powstał tylko projekt.

Niemcy
- K-Wagen – 120 ton, powstały dwa nieukończone egzemplarze[4],
- Panzerkampfwagen VII Löwe – 76–90 ton, powstał tylko projekt[4],
- Panzerkampfwagen VIII Maus – 188 ton, wyprodukowano 2 prototypy, najcięższy zbudowany czołg w historii[5][6],
- Panzerkampfwagen E-75 – 75 ton czołg mający na celu zastąpienie Panzerkampfwagen V Panther, miał 2 warianty różniąnce się wieżyą.
- Panzerkampfwagen E-100 – 140 ton, powstał 1 kompletny kadłub czołgu[7],
- Landkreuzer P-1000 Ratte – 1000 ton, powstała tylko wieża[4],
- Landkreuzer P. 1500 Monster – 1500-tonowe działo samobieżne, powstał tylko projekt[8];

ZSRR
- T-42 – 101 tonowy czołg wielowieżowy z 107 mm działem głównym oraz 2 wieżyczkami każda 45 mm i 2 wieżyczkami przeciwlotniczymi każda uzbrojona po 2 karabiny maszynowy DT.
- TG-5 (inna nazwa: Grotte) – 1000-tonowy czołg z 107 mm działem głównym oraz 4 wieżyczkami pobocznymi, powstał tylko projekt[2],
- KW-5 (oznaczony jako obiekt 225) – 100 tonowy czołg projektowany w 1941 roku.
- Obiekt-718 – 100 ton, powojeny projekt czołgu czołg z rozwijanego w latach 1945-1948.
- Obiekt 279 – przetestowany w 1959, prototyp 60-tonowego czołgu[9];

Japonia
- Seria O-I,
  - Czołg superciężki – prawdopodobnie w 1944 roku wyprodukowano 1 prototyp 120-tonowego czołgu, który został wysłany do Mandżurii[10],
  - Czołg ultraciężki – modyfikacja czołgu superciężkiego O-1, w której zainstalowano 4 wieżyczki[10].